# Panyusuhan
Panyusuhan is een bestuurslaag in het regentschap Cianjur van de provincie West-Java, Indonesië. Panyusuhan telt 6217 inwoners (volkstelling 2010).